# Orthocladius terricola
Orthocladius terricola är en tvåvingeart som först beskrevs av Jean-Jacques Kieffer 1919.  Orthocladius terricola ingår i släktet Orthocladius och familjen fjädermyggor.
Artens utbredningsområde är Algeriet. Inga underarter finns listade i Catalogue of Life.